# 보잉 747-400
보잉 747-400(Boeing 747-400)은 보잉 747 계열 기종 가운데 12번째 모델로서 1985년 10월 개발에 본격적으로 착수되었으며, 1988년 1월 26일, 당시 새로 개발된 보잉 747-300을 기반으로 제작되었다. 
1988년 4월 29일 첫 비행이 이루어졌으며, 1989년 2월 9일 노스웨스트 항공이 상용 서비스를 시작했고 화물기는 1993년에 출시됐다. 
여객용은 2005년까지, 화물기는 2009년까지 생산했다. 
에어버스 A380이 나오기 전까지 세계에서 가장 큰 4발 민간 항공기로 전성기를 누렸다.
2010년대로 들어서면서 연료 효율성 저하에다 기체 노후화로 인해 순차적으로 화물기로 개조되거나 퇴역 절차를 밟고 있으며, 이를 잇는 보잉 747-8이 출시되었다. 
그러나 747-400은 국가 수반 전용기로는 꾸준히 사용되고 있다.

## 개요
여타 보잉 747 모델들하고는 달리 화물과 승객의 콤비형 모델이 개발되었으나, 1989년 3월 23일에 처음 출고되어 같은 해 6월 30일 첫 비행을 마치고 9월 12일에 KLM이 상용 서비스를 시작하였다. 
국내선 모델의 경우 1991년 2월 18일 처음 출고되어 3월 18일 첫 비행을 마치고 10월 22일의 일본항공이 상용 서비스를 시작하였다. 
화물형은 1993년 3월 8일 출고되어 5월 3일 첫 비행을 마치고 같은 해 11월 17일 카고룩스가 상용 서비스를 시작하였다. 
최근 기체의 노후화로 인해 대한항공, 아시아나 항공 같은 항공사들이 퇴역시키거나 화물기로 개조하고있다.
2001년, 9·11 테러, 유가 상승으로 인한 유지비용 증가, B777-300ER의 등장으로 인한 주문 감소, 2005년 후속 모델 보잉 747-8 기종이 출시됨으로써 수주가 정지되었으며, 2009년 10월 최종적으로 단종되었다.

## 이전 모델하고 달라진 이점
- 이전 모델에 비해 크게 늘어난 탑재량.
- 전자식으로 바뀐 첨단 조종장치 설치.
- 가용 인력 기존 3명에서 2명으로 감소(항공기관사 필요없어짐)
- 엔진 교체에 따른 연비 개선
- 항속 거리 증가.

## 모델 목록
보잉 747-400
1988년에 출시된 후 2009년에 단종될 때까지 현재 웬만한 메이저급 항공사들이 주력으로 쓰고 있었거나, 쓰고 있다. 
평균적으로 약 400명의 승객을 수송할 수 있는 기체로 길다란 2층 객실 형태가 적용된 747-300과 동일한 동체가 사용되고 있으나 날개 끝에 공기의 저항을 줄이기 위한 장치인 윙렛(영어: Winglet)을 장착하여 747-300하고 달리 외형적인 구분이 가능하다. 
조종석이 대폭적으로 전자화되면서 운용 비용이 감소했다는 장점이 있다. 
지금은 보잉 777, 보잉 787 드림라이너, 에어버스 A350 XWB, 에어버스 A380 등의 대체 기종에 자리를 내주고 퇴역 중이다. 
여객용 747-400을 마지막으로 도입한 회사는 대만의 중화항공이었는데, 이마저도 2021년에 모두 퇴역했다.

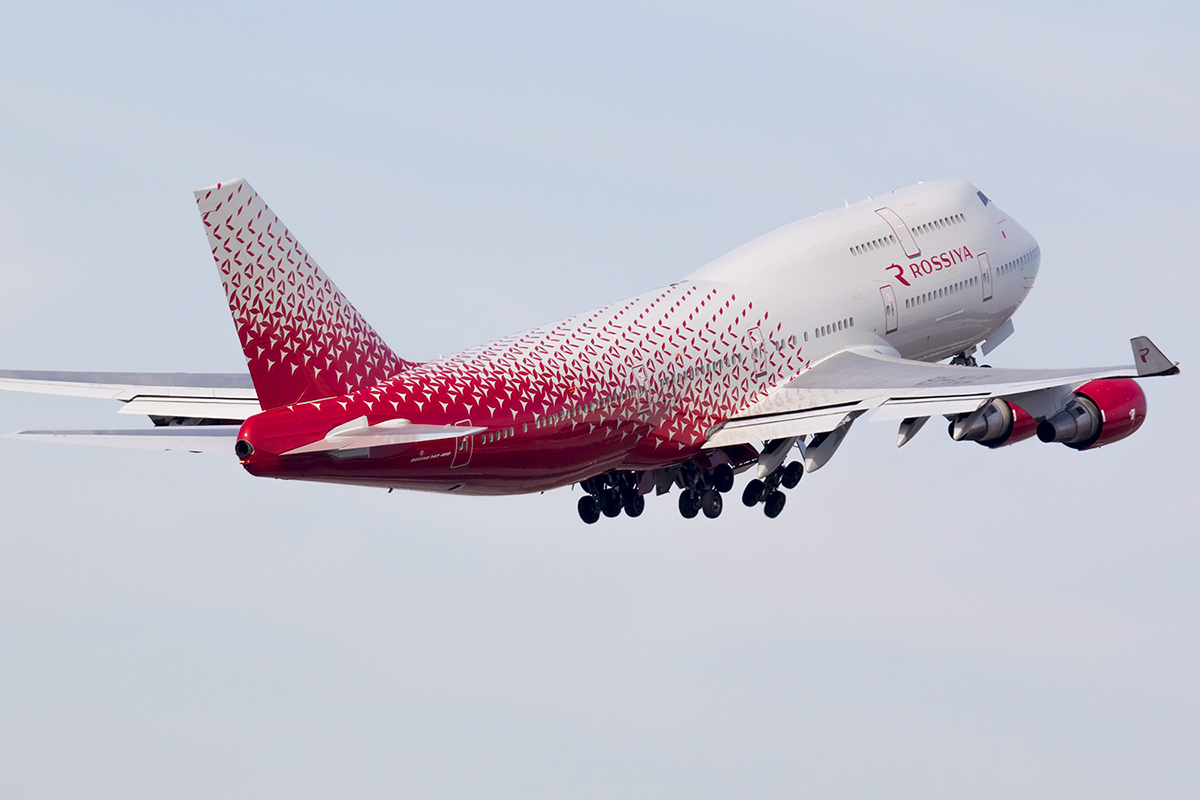
로시야 항공의 보잉 747-400
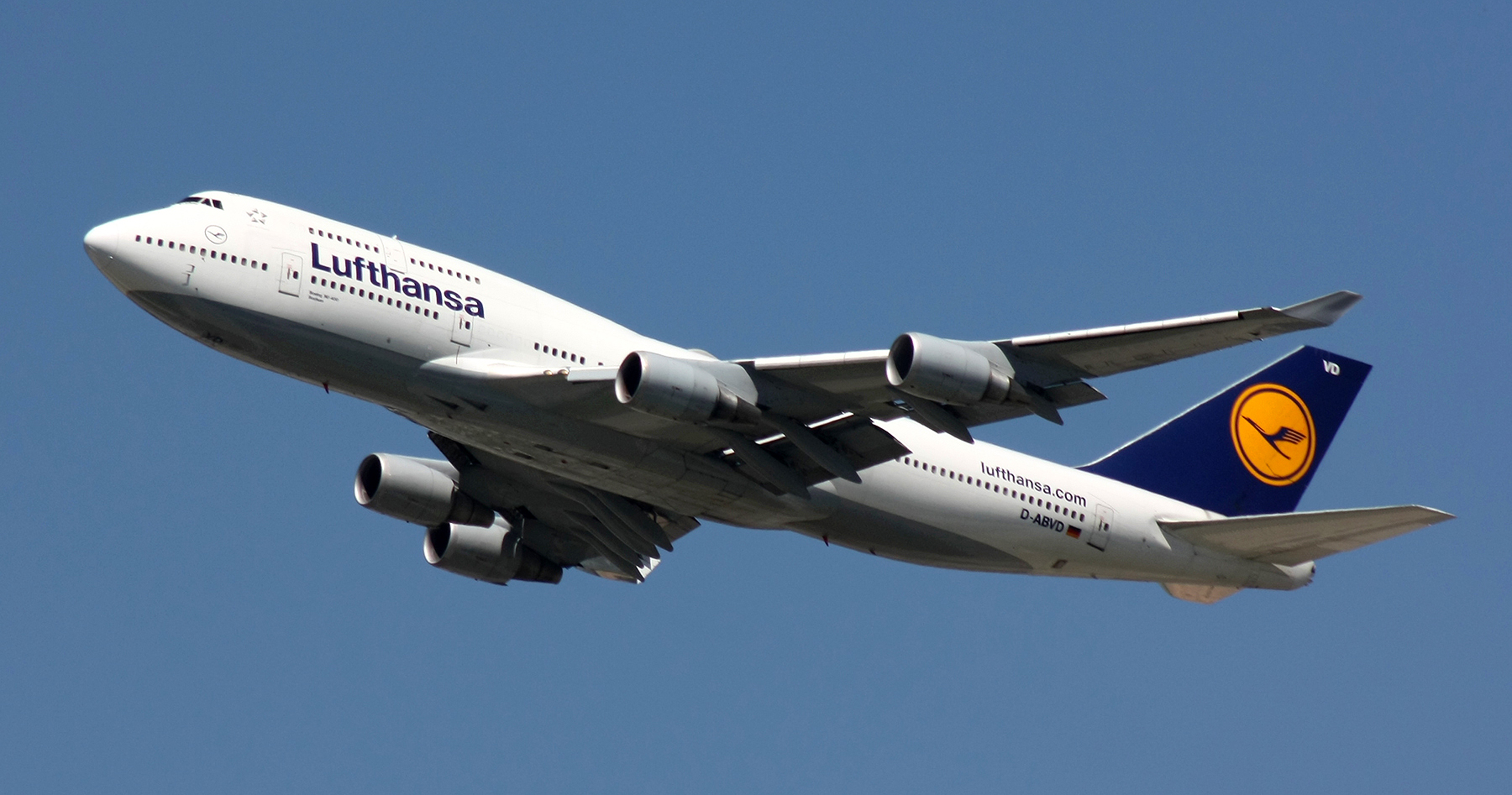
루프트한자의 보잉 747-400
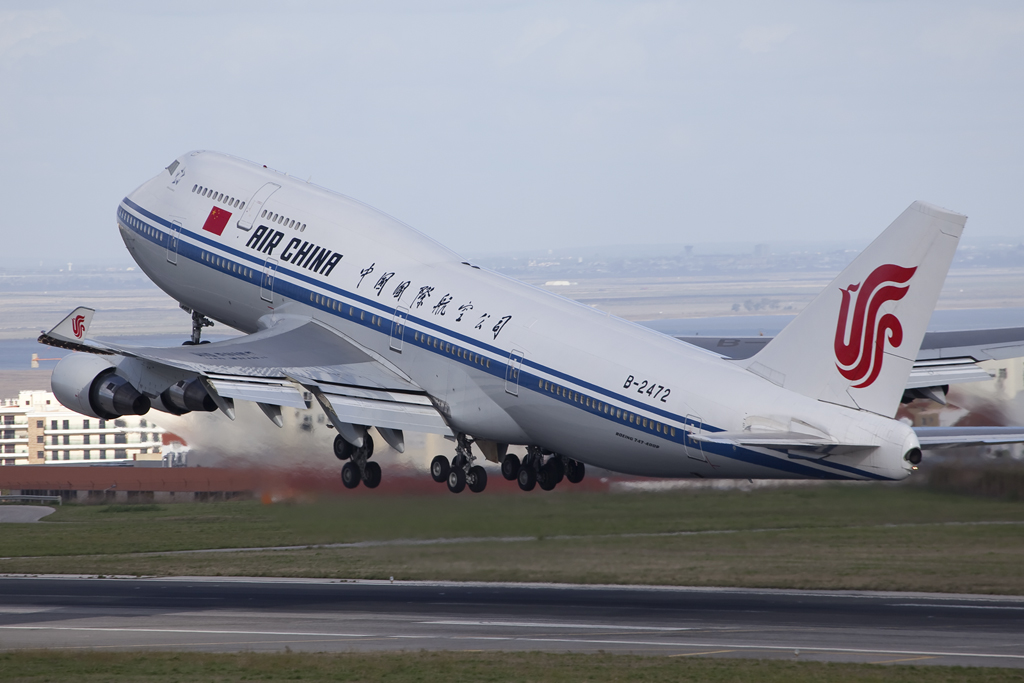
중국국제항공의 보잉 747-400

보잉 747-400F
747-400의 화물기 버전으로 동체는 이전에 쓰이던 747-200F의 동체지만 주날개와 엔진을 747-400이 쓰던 엔진으로 변경했다. 마지막으로 도입한 회사는 러시아의 화물항공사인 에어브리지 카고 에어다.

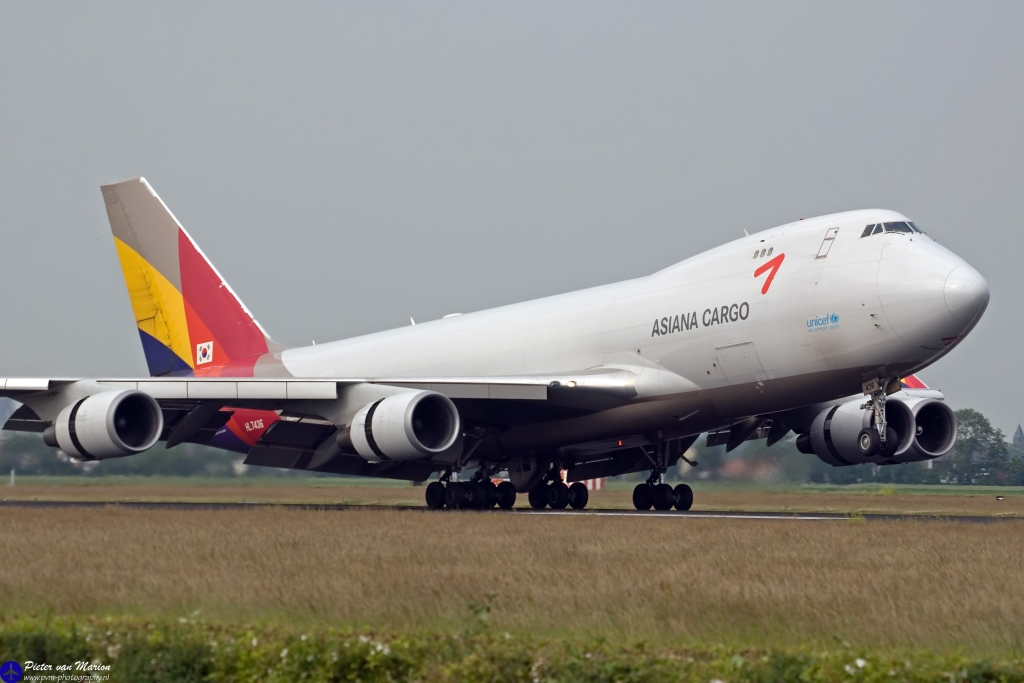
아시아나항공 카고의 보잉 747-400F
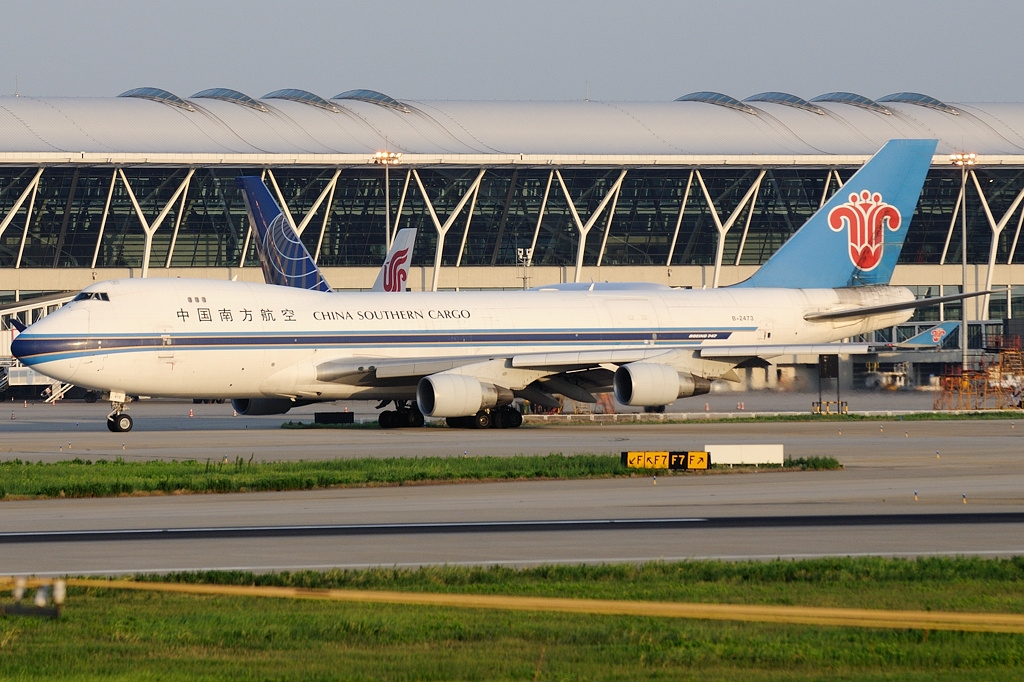
중국남방항공 카고의 보잉 747-400F
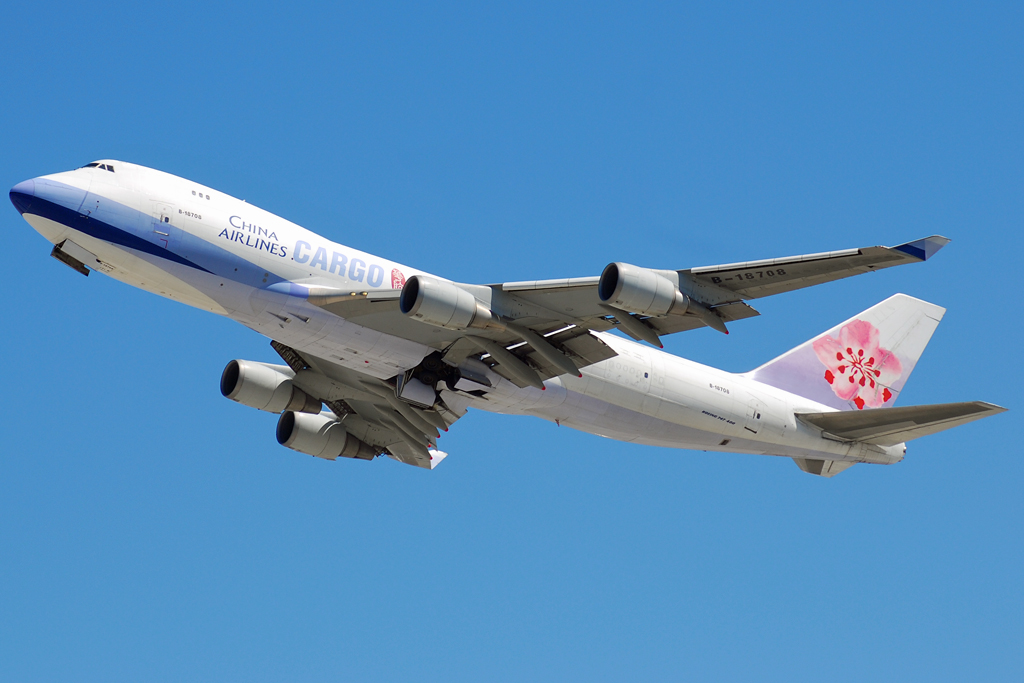
중화항공 카고의 보잉 747-400F

보잉 747 드림리프터
보잉 787 드림라이너의 부품을 운반하기 위해 747-400 기종을 개조하였다.
보잉 747-400D
일본항공 및 전일본공수에서 특별 주문한 국내선용 기체다. 747-100SR, 747-300SR을 대체하기 위해 도입했으며 기체 특징으로 허브 공항인 하네다 국제공항을 거점으로 일본 국내선으로 운항하고 있으며 잦은 이착륙에 대비한 랜딩기어에 메인 프레임을 강화했으며 중량을 줄이기 위해 연료탱크를 제거했다. 고밀도 좌석배에 따른 타 변이형에 비해 상대적으로 많은 창문들이 있다. 기존의 747-400과 별 차이점은 없기 때문에 747-400에서 개수한 기체가 4대 정도 된다. 일본항공은 2010년에 400D를 모두 퇴역시켰고, 전일본공수는 2014년을 끝으로 퇴역했다.

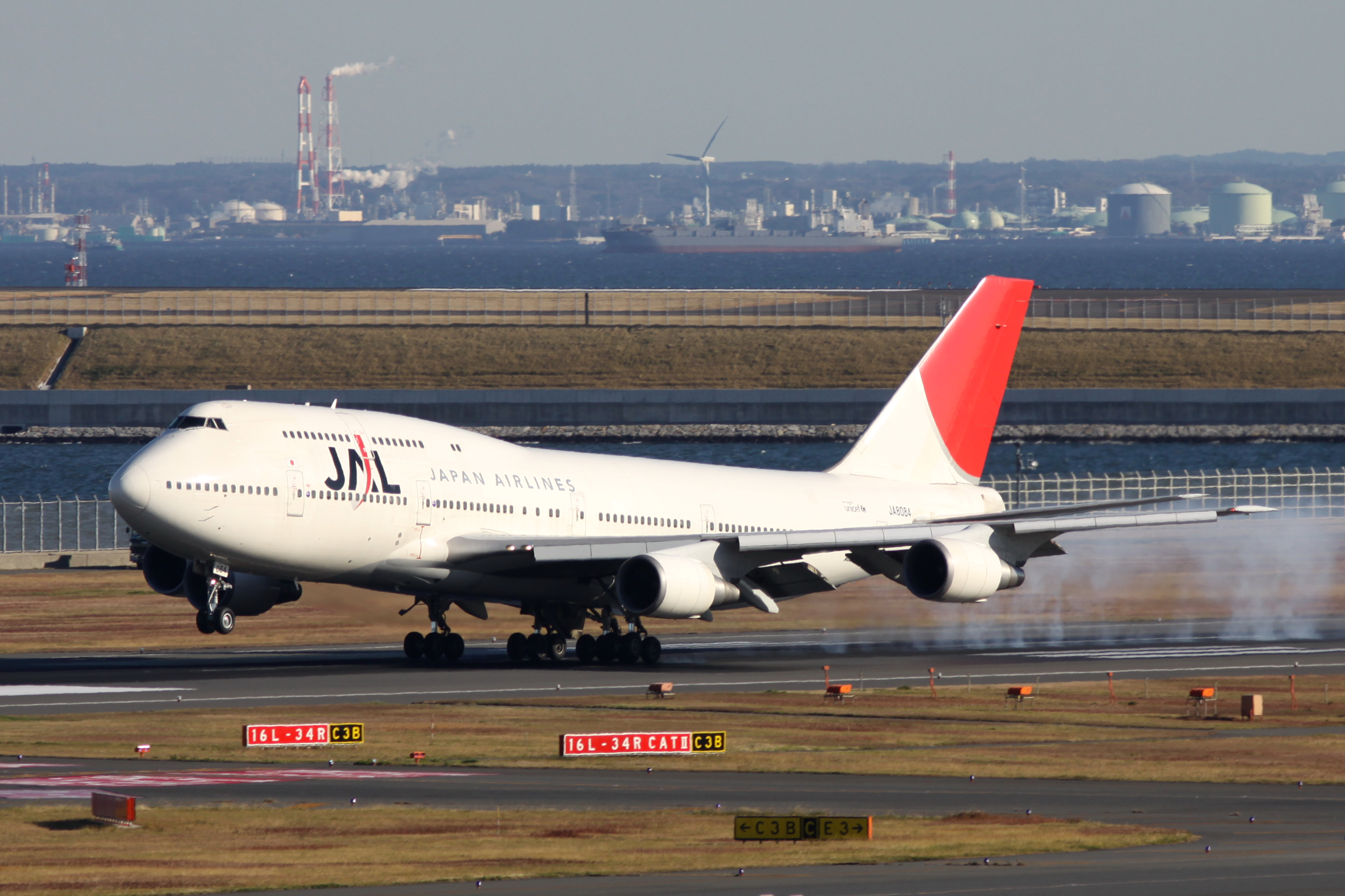
일본항공의 보잉 747-400D (퇴역)
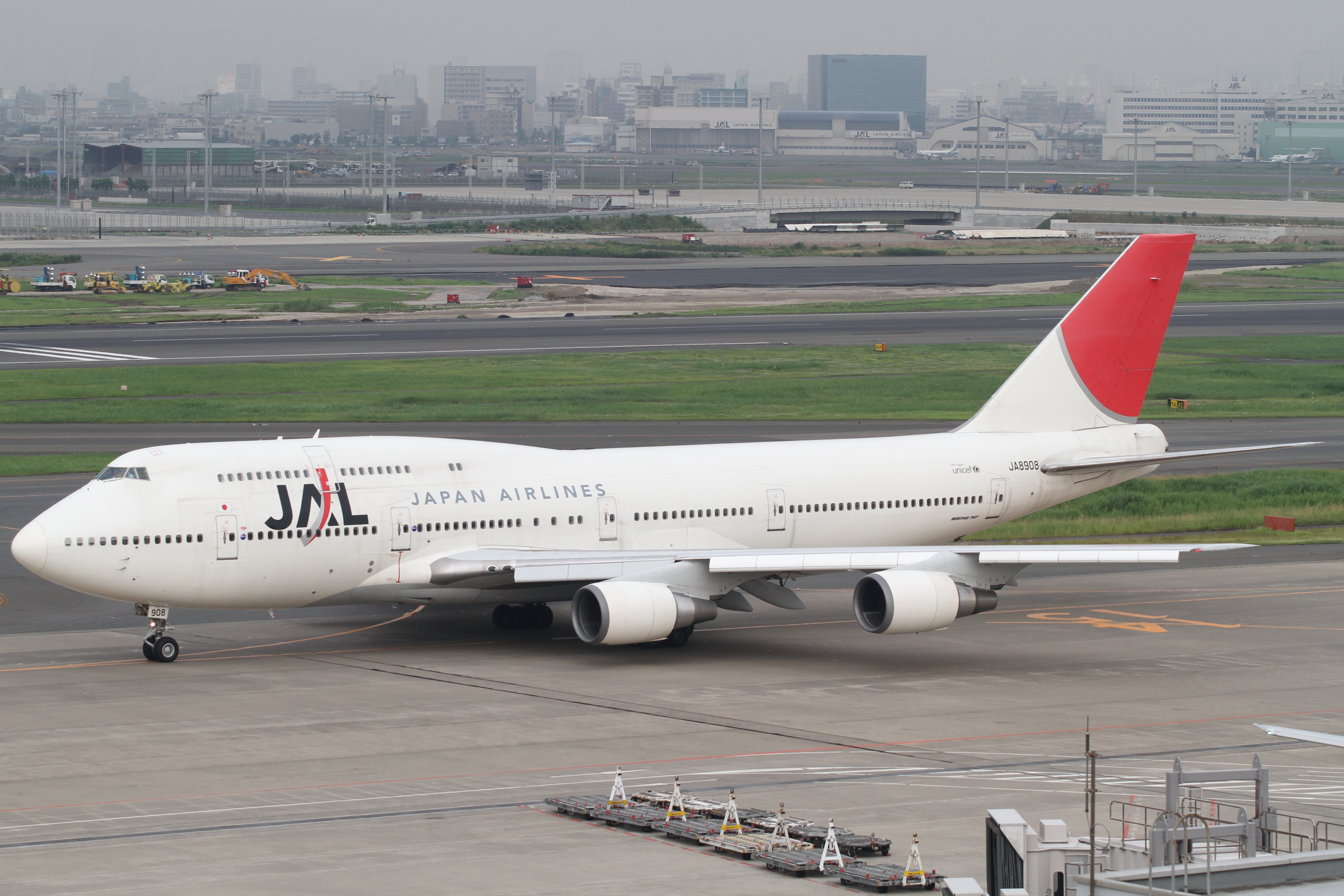
일본항공의 보잉 747-400D (퇴역)
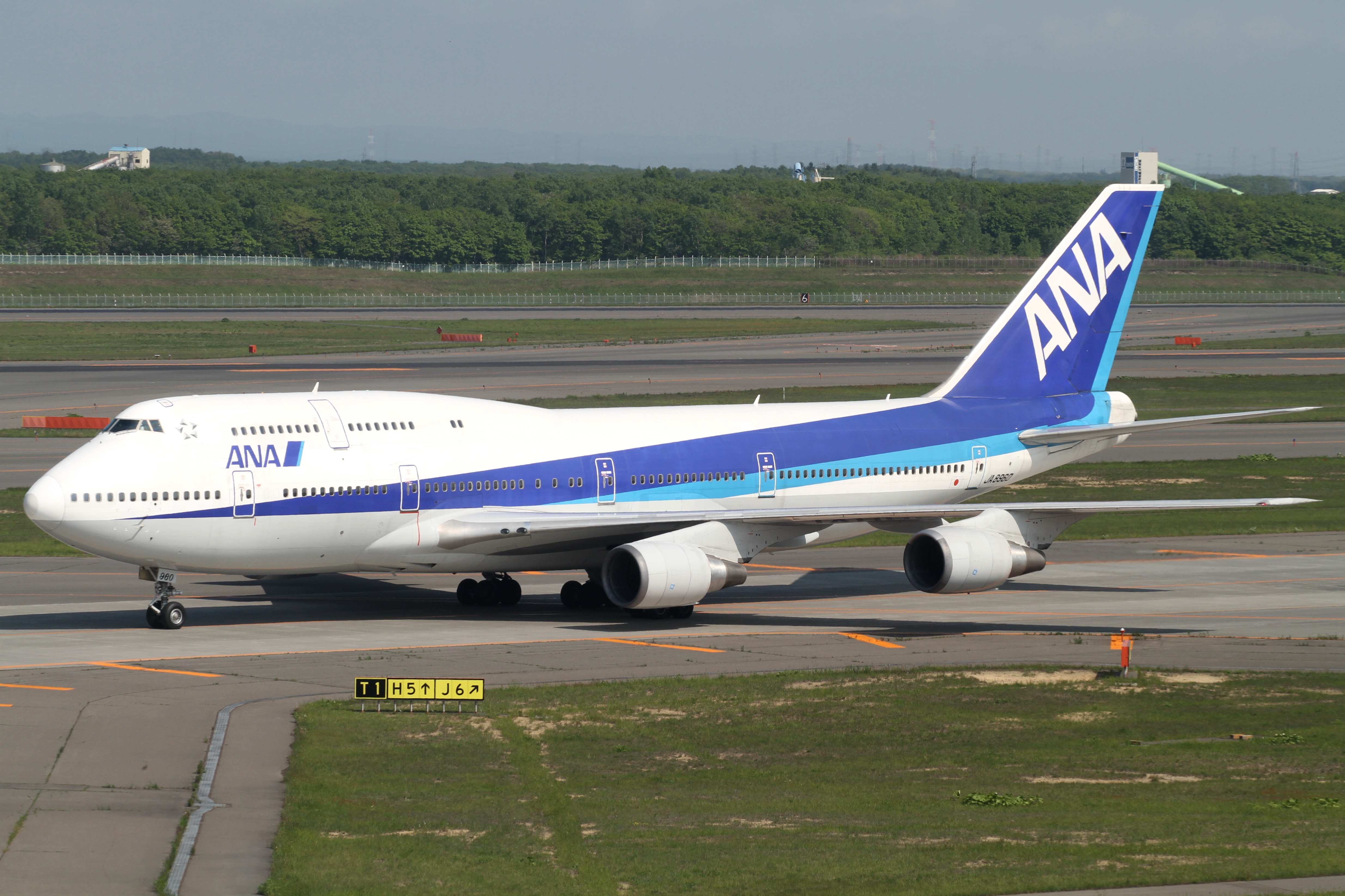
전일본공수의 보잉 747-400D (퇴역)
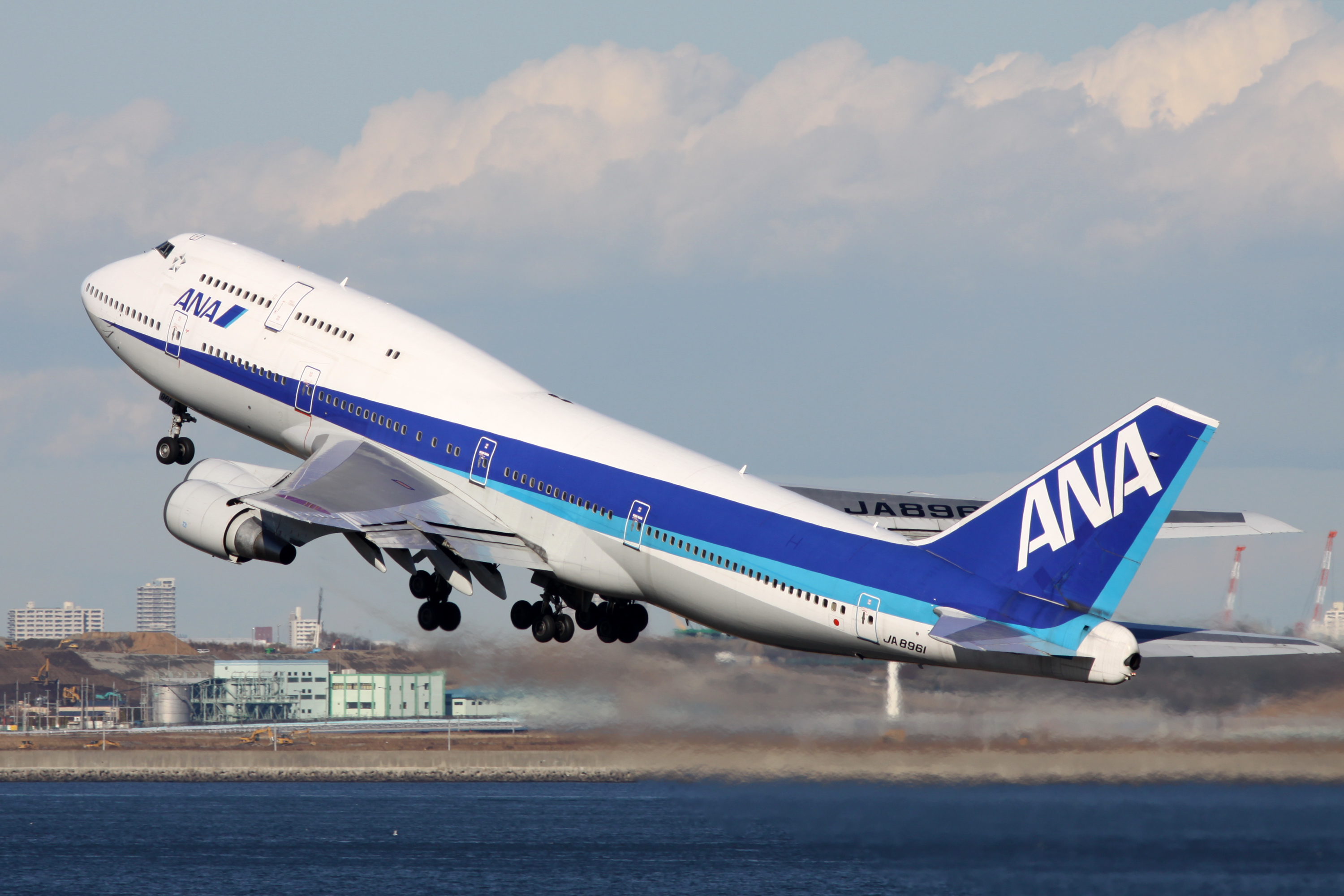
전일본공수의 보잉 747-400D (퇴역)

보잉 747-400M
여객 모델과 화물 모델을 혼용한 모델로, 기체 전방에 승객들이 탑승하고 후방에 화물을 적재하는 구조로 되어 있다. 따라서 다른 별칭으로 콤비(Combi)기라고 부른다. 또한 기체 좌측 후방에 커다란 화물 로딩램프가 달려 있으며, 승객/화물 수요가 애매한 곳에 투입하고 있다. 대한민국에서는 대한항공과 아시아나항공에서 본 기종을 도입했으나, 두 회사 모두 화물기로 개조되었다. 유사 버전으로 보잉 747-400PAX이 있으며, 아시아나항공에서 운용되었다.
현재 KLM이 유일하게 사용하고 있으며, 인천 - 암스테르담 노선에 콤비기를 투입한 경력이 있었다. 마지막으로 콤비기를 도입한 회사 역시 KLM이다. KLM의 경우 400M을 17대 보유하고 있었으나, 기체 노후화에 단일화로 2020년 3월 29일 전량 퇴역하였다. 하지만 코로나19로 인한 긴급 항공 화물 수요의 급증으로 인해 좌석을 다 떼내고 화물기로 개조하여 재투입 사용되었다가, 2020년 10월에 모두 퇴역하였다.

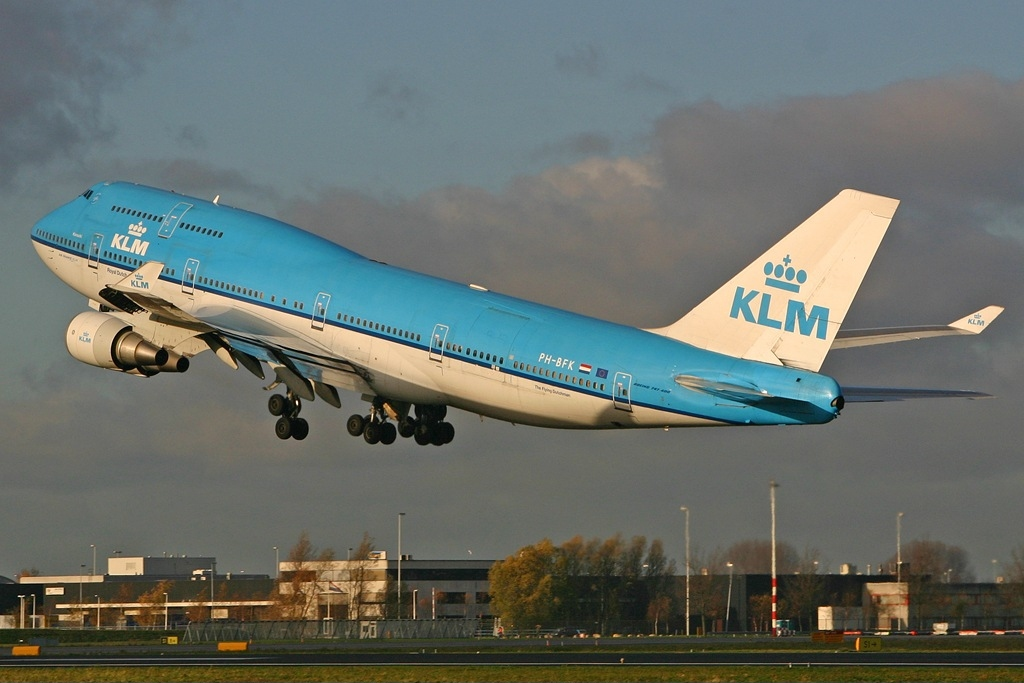
KLM의 보잉 747-400M (퇴역)
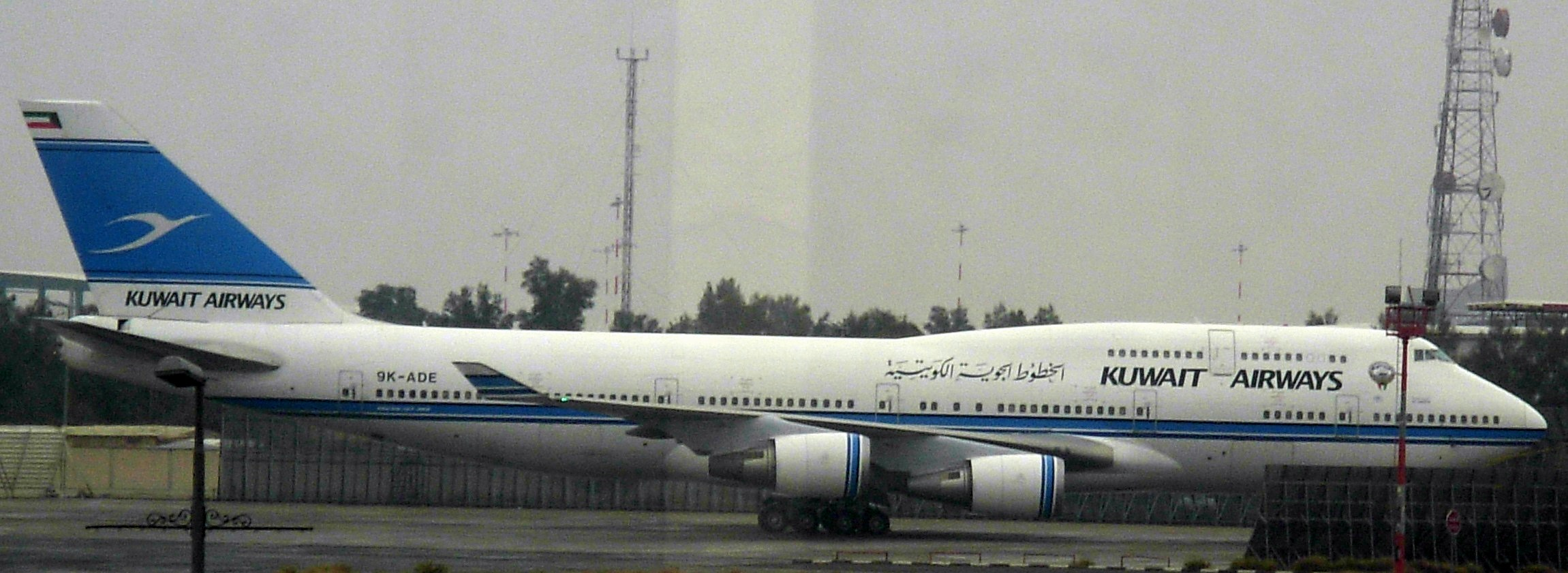
쿠웨이트 항공의 보잉 747-400M (정부 항공기) (퇴역)

보잉 747-400ER
747-400형의 항속거리 연장형으로, 콴타스 항공이 특별 주문으로 6대를 도입한 것이 전부며, 운용사 또한 콴타스가 유일하다. 콴타스 항공이 위치한 호주의 지리적 특성과 캥거루 루트로 불리는 장거리 국제선의 특성상, 항속거리가 길기 때문에 장거리 항속과 대량 수송이 둘 다 가능하다. 기체 노후화로 2020년 6월 퇴역하였다.
하지만 후술하는 화물형에 비해 여객형은 인기가 없었으며, 후속 모델인 747-8i는 747-400ER보다 항속거리가 좀더 늘어났다.

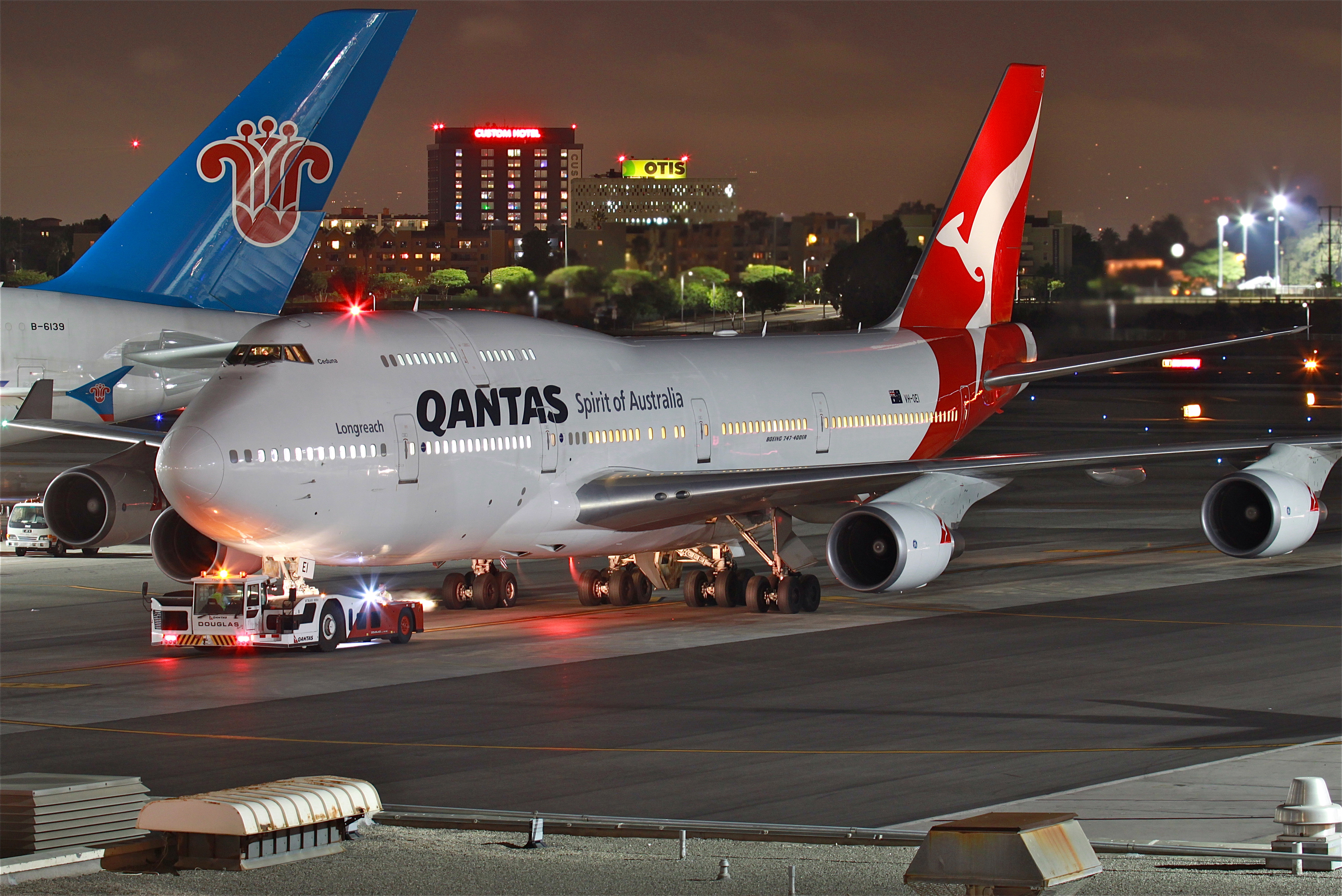
콴타스 항공의 보잉 747-400ER (퇴역)
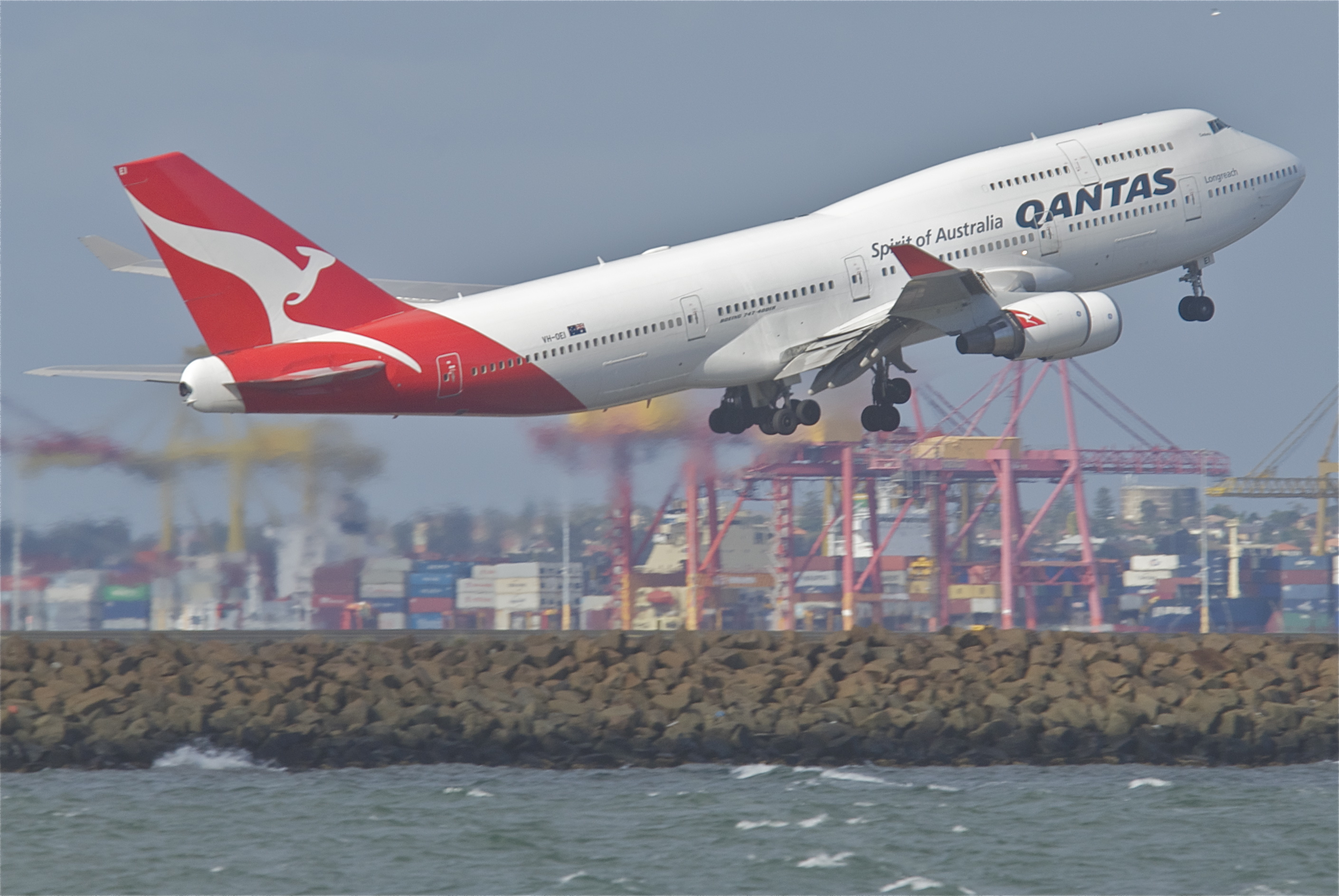
콴타스 항공의 보잉 747-400ER (퇴역)
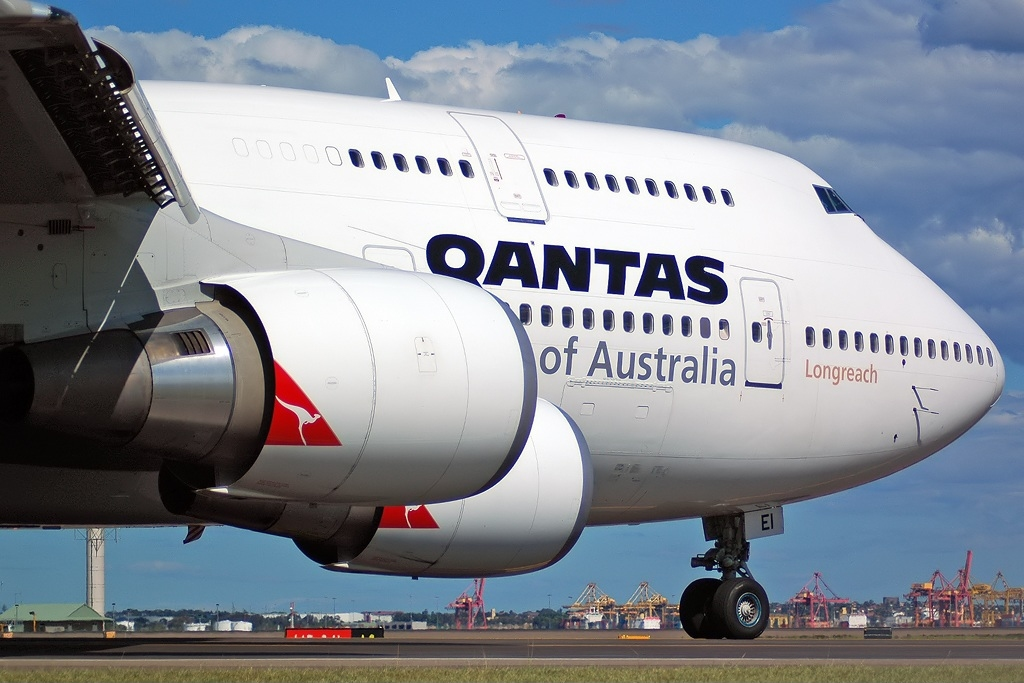
콴타스 항공의 보잉 747-400ER (퇴역)
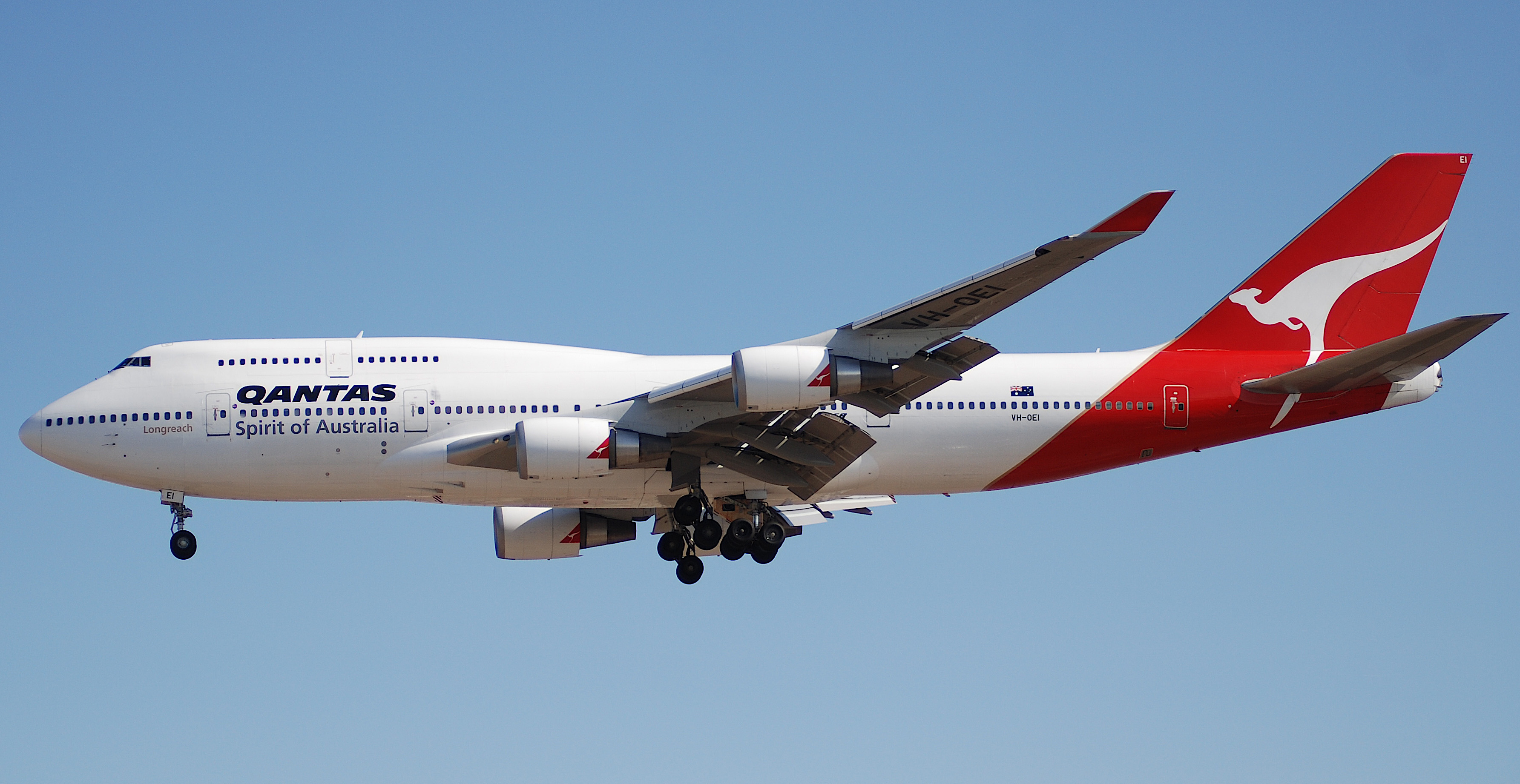
콴타스 항공의 보잉 747-400ER (퇴역)

보잉 747-400ERF
747-400형의 항속거리 연장형이자 화물기 버전이다. 보잉 777에 밀린 400ER의 여객기 버전에 비해 상대적으로 잘 사용되고 있다. 대한민국에는 대한항공에서 도입되어 운용하고 있으나, 점차 777F나 747-8F 등으로 대체 중이다. 가장 마지막으로 순정 ERF를 도입한 곳은 미국의 화물 항공사인 칼리타 에어다.

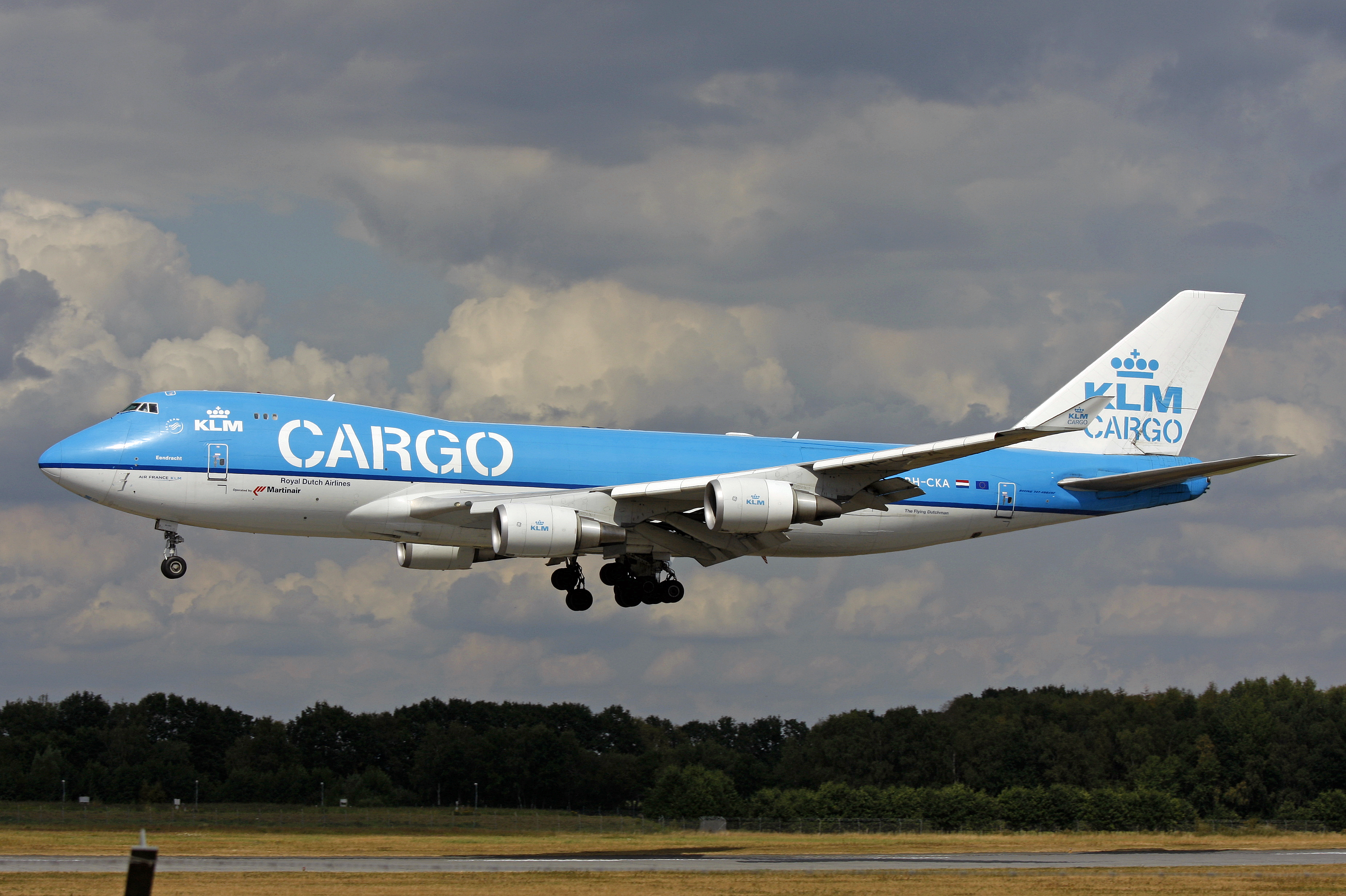
KLM 카고의 보잉 747-400ERF
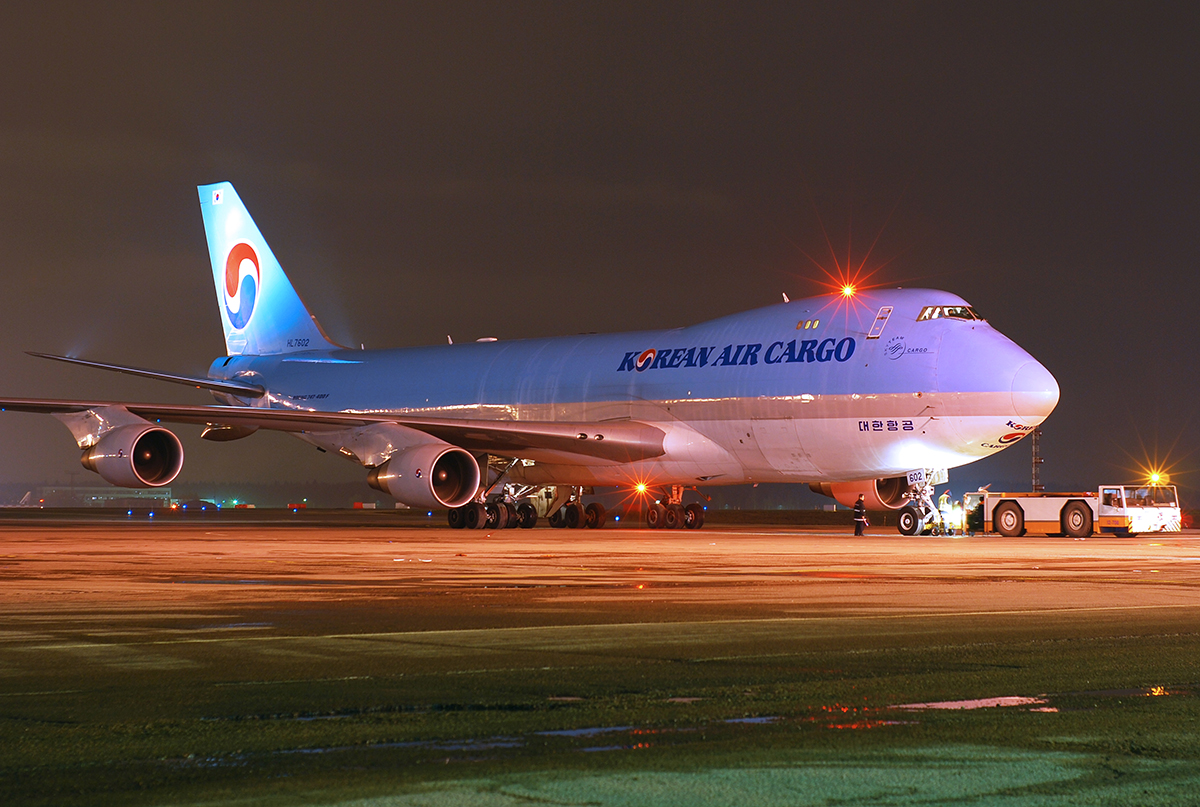
대한항공 카고의 보잉 747-400ERF
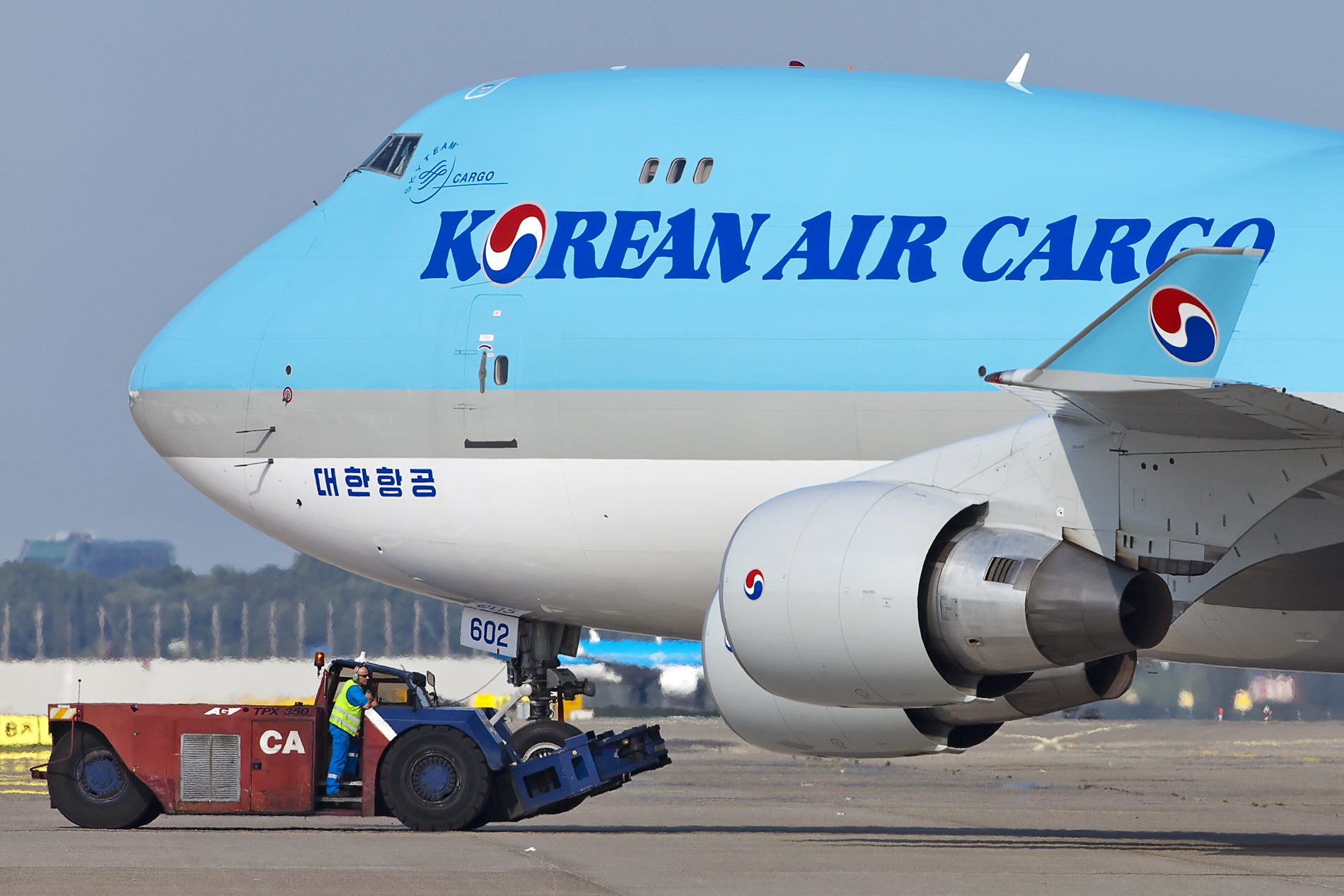
대한항공 카고의 보잉 747-400ERF

보잉 747-400BCF
747-400 Boeing Converted Freighter. 보잉에서 여객기를 화물기로 개조한 모델이다. 747-400을 운용하던 항공사들의 일부는 747이 맡고 있던 장거리 노선을 보잉 777이나 에어버스 A380이 도입되면서 비교적 오래 된 747-400부터 화물기로 전환시키고 있다. 대한민국의 경우 대한항공에서 운용해오다가, 2014년 2월에 모두 퇴역하였다.

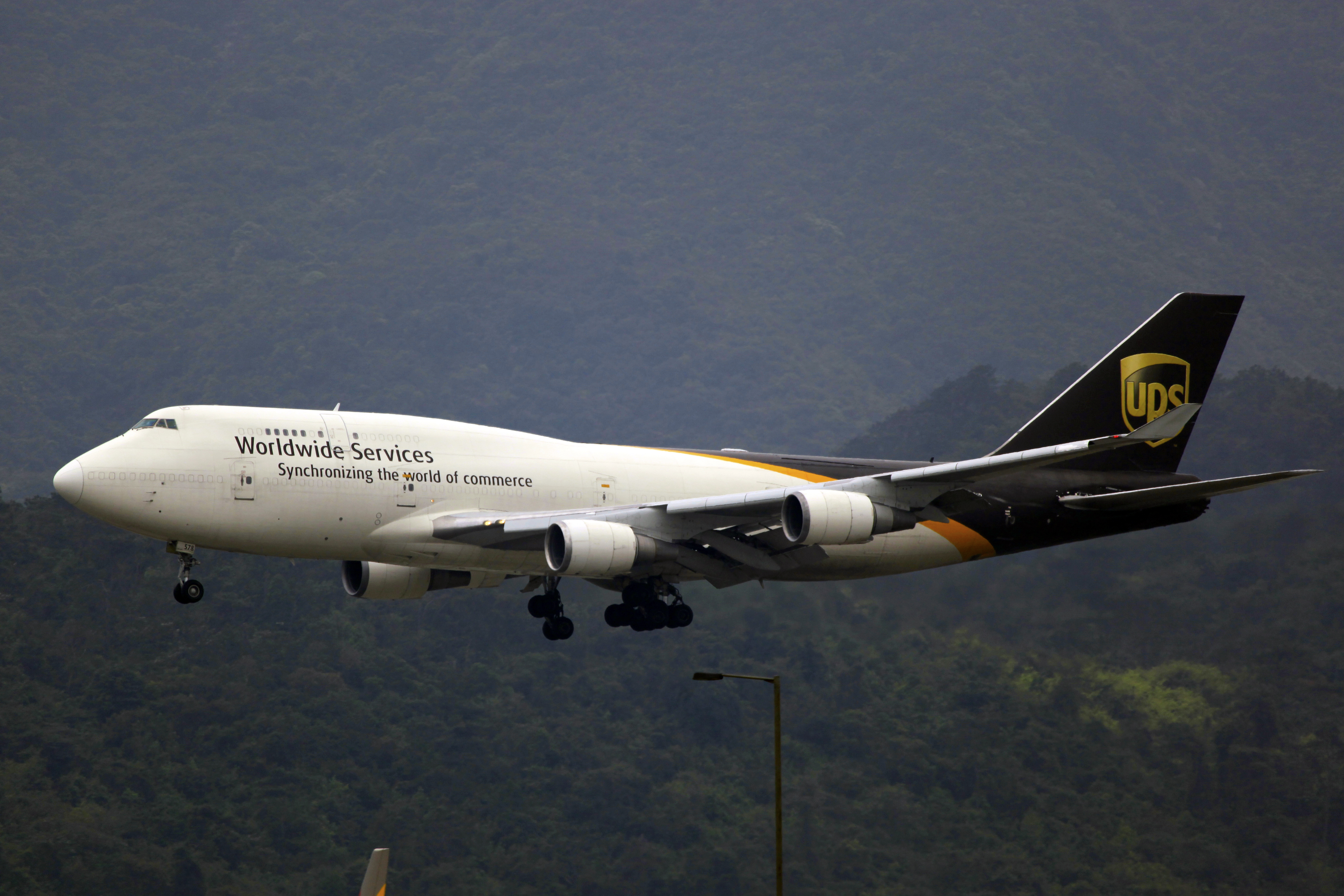
UPS 항공의 보잉 747-400BCF(퇴역)
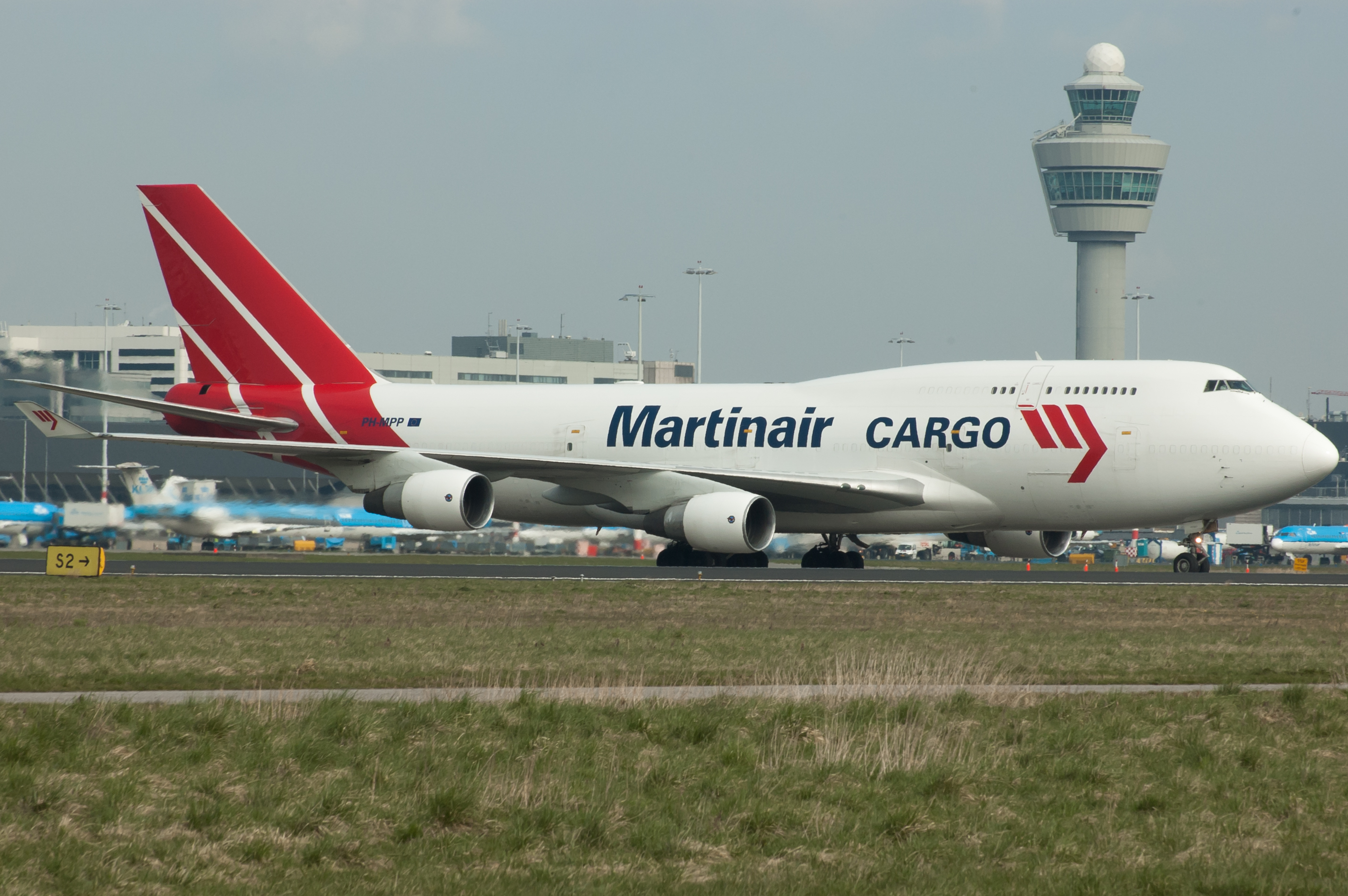
마르틴에어의 보잉 747-400BCF

보잉 747-400BDSF
747-400 BeDek Special Freighter. 747-400BCF와 마찬가지로 여객기를 화물기로 개조한 모델인데, 이 쪽은 보잉이 아닌 이스라엘의 IAI 산하에 있는 비덱(Bedek Aviation Group)에서 개조를 담당했다. BCF에 비해 개조 기간이 짧고 비용이 적게 드는 장점이 있지만, 보잉에서 정식 개조한 기체가 아니므로 제조사인 보잉의 개런티를 받을 수 없다는 단점이 있다. 대한민국의 경우 아시아나항공에서 운용하고 있다.

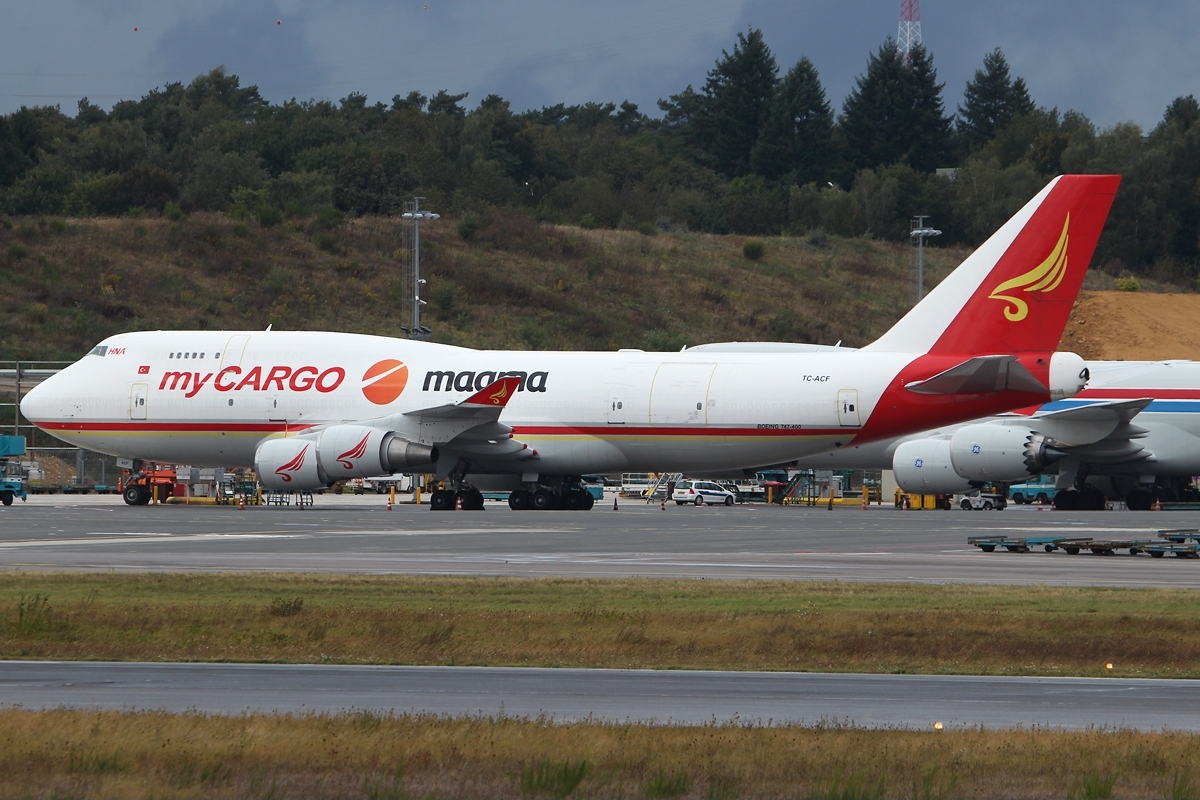
마이카고 항공의 보잉 747-400BDSF
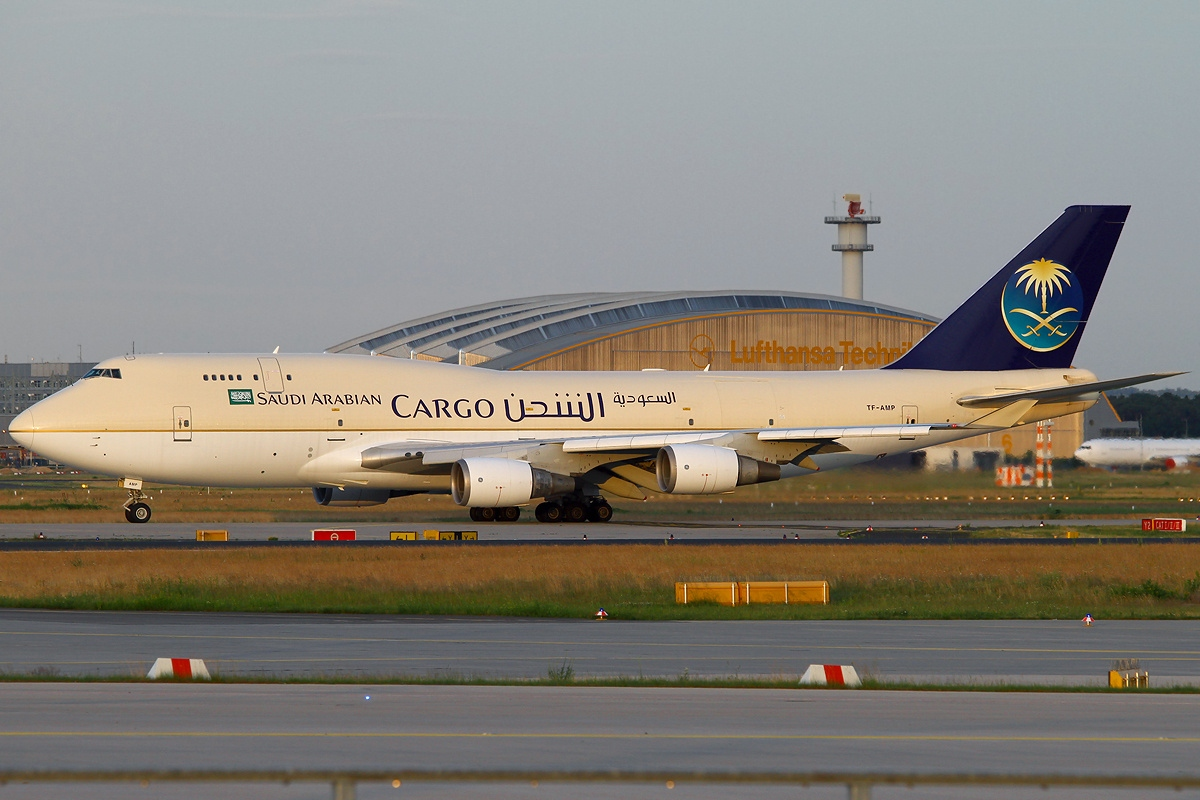
사우디아 카고의 보잉 747-400BDSF
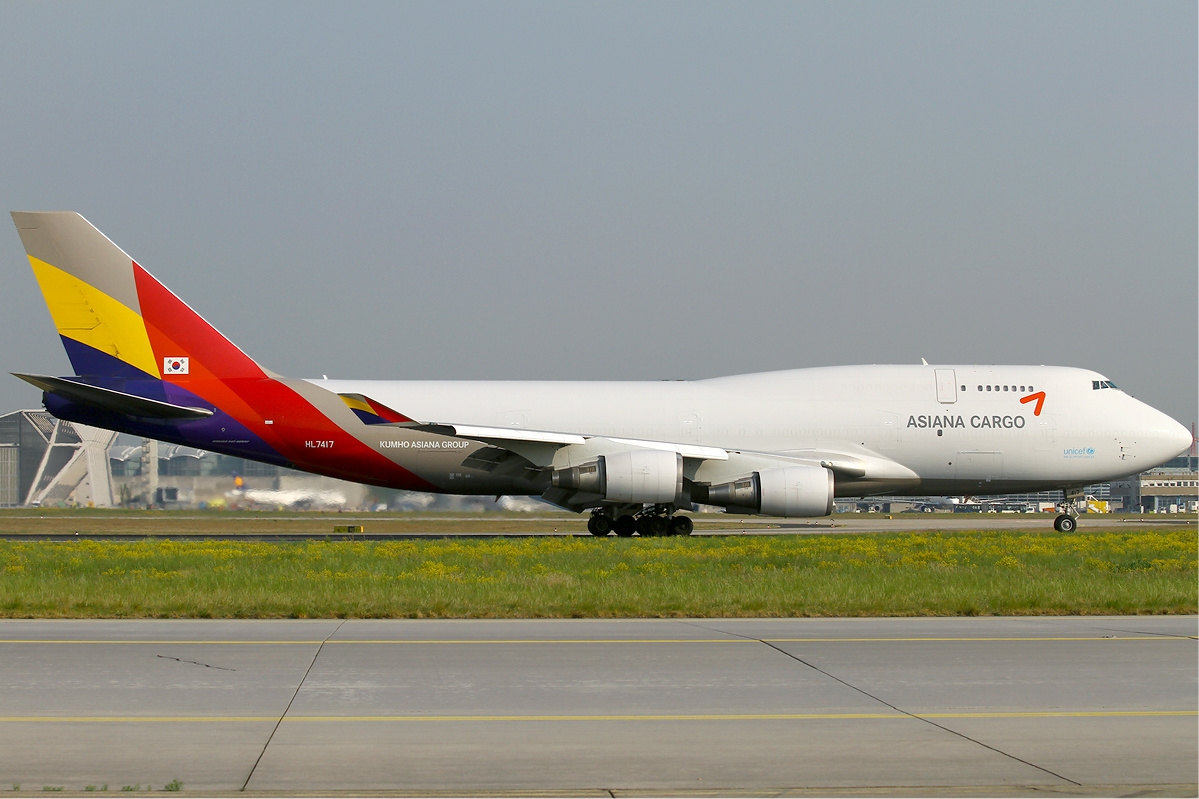
아시아나항공의 보잉 747-400BDSF
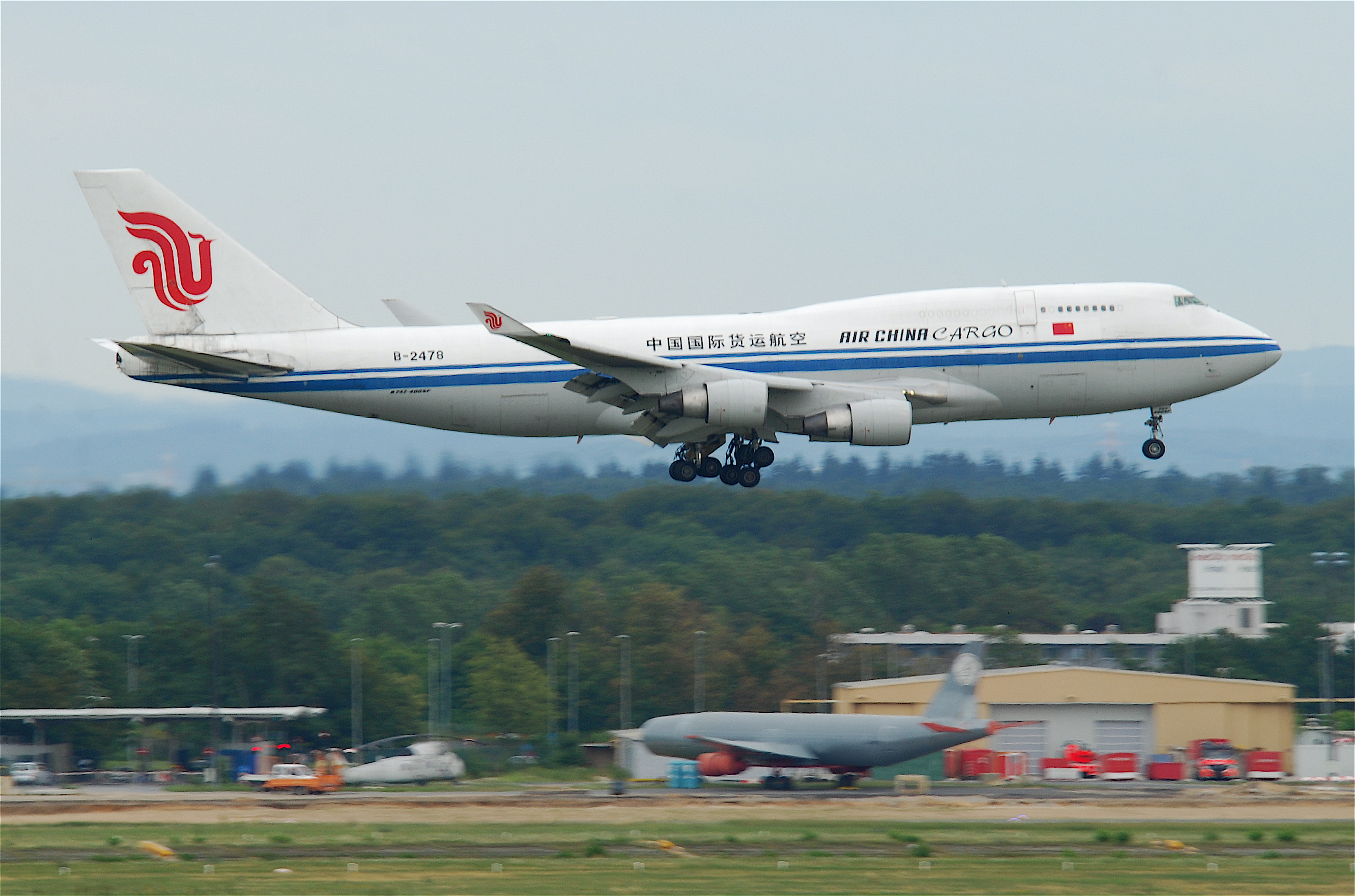
중국국제항공 카고의 보잉 747-400BDSF (퇴역)

## 보유 항공사

### 여객 항공사
- 로시야 항공(2025년까지 전량 퇴역 예정)
- 루프트한자(2025년까지 전량 퇴역 예정)
- 중국국제항공 (퇴역 예정)
- 아틀라스 항공 (전세기 전용)
- 맥스 에어
- 마한 항공

### 화물 항공사
- ASL 항공 벨기에
- CAL 화물항공
- KLM 카고
- UPS 항공
- 내셔널 항공
- 대한항공 카고
- 마르틴에어
- 마이카고 항공
- 보잉
- 사우디아 항공 카고
- 수파르나 항공 카고
- 실크웨이 항공
- 싱가포르 항공 카고
- 에어인천
- 아에로트랜스 카고
- 아틀라스 항공
- 에어브리지 카고 에어
- 에어 카고 글로벌
- 중국남방항공 카고
- 중국화물항공
- 중화항공 카고
- 카고 로직 에어
- 카고룩스
- 카고룩스 이탈리아
- 칼리타 에어
- 캐세이퍼시픽 항공 카고
- 콴타스 프레이트
- 폴라에어 카고

### 정부 항공사
- 두바이 로얄 에어윙
- 바레인 로얄 플라이트
- 사우디 로얄 플라이트
- 오만 로얄 플라이트

## 이전 보유 항공사

### 여객 항공사
- 대한항공
- 아시아나항공
- 영국항공
- KLM
- 콘도르
- 가루다 인도네시아 항공
- 남아프리카 항공
- 노스웨스트 항공
- 델타 항공
- 라이온 에어
- 로얄 에어 모로코
- 마한 에어
- 만다린 항공
- 말레이시아 항공
- 바리그 항공
- 버진 애틀랜틱 항공
- 비맘 방글라데시 항공
- 사우디아 항공
- 서던 에어
- 시리아 항공
- 싱가포르 항공
- 아르헨티나 항공
- 안셋 오스트레일리아
- 에어 인디아
- 에바 항공
- 에어 나미비아
- 에어 뉴질랜드
- 에어 캐나다
- 에어 프랑스
- 엘알 이스라엘 항공
- 오리엔트 타이 항공
- 오아시스 홍콩 항공
- 와모스 에어
- 월드 에어웨이즈
- 유나이티드 항공
- 이베리아 항공
- 일본항공
- 전일본공수
- 중화항공
- 카고 B 항공
- 코스에어 플라이
- 쿠웨이트 항공
- 캐나디안 항공
- 캐세이퍼시픽 항공
- 콘비아사 항공
- 콴타스 항공
- 타이 항공
- 트랜스아에로 항공
- 푸켓 항공
- 플라이나스
- 피지 항공
- 필리핀 항공
- 카보 에어
- 이라크 항공

### 화물 항공사
- MAS 카고
- 그랜드스타 카고
- 드래곤 에어 카고
- 루프트한자 카고
- 만리장성항공
- 센추리언 에어 카고
- 알리탈리아 카고
- 영국항공 월드 카고
- 에어 카고 저머니
- 에미레이트 스카이카고
- 에바 항공 카고
- 에버그린 국제항공
- 에어 인디아 카고
- 에어 프랑스 카고
- 에어 홍콩
- 에티하드 카고
- 엘알 카고
- 월드 에어웨이즈
- 일본항공 카고
- 일본화물항공
- 아시아나항공 카고
- 제이드 카고 인터내셔널
- 카타르 항공 카고
- 케냐항공 카고

### 군용 항공사
- 미 공군

### 정부 항공사
- 대한민국 공군
- 아부다비 아미리 플라이트
- 브루나이 술탄 플라이트
- 모로코 로얄 플라이트
- 일본 항공자위대
- 쿠웨이트 로얄 플라이트

## 같이 보기
- 보잉 747
  - 보잉 747-8
- 보잉 777-300/300ER
- 에어버스 A340-600
- 에어버스 A380
- 안토노프 An-124
- 안토노프 An-225